# Robrecht VII van Béthune
Robrecht VII van Béthune (Robert de Béthune) (? - Sardinië, november 1248) was een Franse edelman van het uit Artesië stammende huis Béthune-Dampierre. Hij was een jongere zoon van heer Willem II van Béthune (- 1214) en Mathilde van Dendermonde.
Aangezien zijn oudere broer, Daniel (- 1226), de beoogde erfgenaam van zijn vader was, had Robrecht maar weinig hoop op een groot erfgoed: hij werd daarom een ridder in het gevolg van graaf Ferrand van Vlaanderen. Het huis Béthune behoorde tot de invloedrijkste huizen van Artesië, voorheen een Vlaamse leen dat na een bewogen strijd aan de zoon van Isabella van Henegouwen, de Franse kroonprins Lodewijk, was toegevallen. Graaf Boudewijn IX van Vlaanderen had dit verlies weliswaar in het verdrag van Péronne (1198) erkend, maar zijn schoonzoon Ferrand zou een politiek tegen het Franse koningshuis voeren om Artesië terug te winnen. In het conflict tussen de graaf van Vlaanderen en de koning van Frankrijk kozen leden van het huis van Béthune een van deze twee te steunen. Terwijl zijn vader en broer trouw achter hun Franse leenheer bleven staan, koos Robrecht de kant van de graaf van Vlaanderen.
In 1213 vergezelde Robrecht graaf Ferrand in de ballingschap naar Engeland, nadat koning Filips II van Frankrijk in Vlaanderen was binnengevallen. Nog in datzelfde jaar leidde hij samen met de graaf van Salisbury een succesvolle aanval op de Franse vloot in de haven bij Damme, waarmee ze een dreigende invasie van Engeland verijdelden. In het volgende jaar nam hij deel aan de beslissende slag bij Bouvines (27 juli 1214), waarin koning Filips II Augustus de overwinning wist te behalen en graaf Ferrand gevangen te nemen. Robrecht zelf werd in de strijd door een niet bij naam genoemde ridder gevangen genomen, maar lieten hem onmiddellijk weer vrij nadat hij hem had beloofd om achteraf losgeld te betalen. Dit verhaal is ons overgeleverd door een anonieme kroniekschrijver die in Robrechts dienst stond en tussen 1220 en 1223 een kroniek over de Franse koningen schreef (Chroniques des rois de France et ducs de Normandie).
In 1226 stierf Daniel van Béthune zonder eigen kinderen na te laten, waardoor Robrecht het familiebezit rond Béthune, Richebourg en Dendermonde, alsook het erfelijke ambt van advocatus van de kerk en abdij van Sint-Vaast van Atrecht erfde. Klaarblijkelijk heeft hij in de volgende jaren toenadering tot de Franse kroon gezocht, want in 1236 werd hij als garant voor het Verdrag van Péronne genoemd die hij aldus erkende. Tevoren had graaf Ferrand van Vlaanderen zich reeds volledig aan de Franse kroon onderworpen, nadat hij door het verdrag van Melun in 1227 uit de gevangenis vrijgelaten geworden.
Uit zijn huwelijk met Elisabeth de Morialmez had Robrecht een dochter en erfgename, Mathilde (- 1264), die in 1246 met Gwijde van Dampierre (- 1305) was getrouwd, een lid van het Vlaamse huis Dampierre. In 1248 besloot Robrecht aan de kruistocht van koning Lodewijk IX van Frankrijk naar Egypte deel te nemen (Zevende Kruistocht). Op zijn scheepsreis naar Cyprus werd hij tijdens een tussenlanding op Sardinië  ziek en stierf. Zijn lichaam werd naar Arras, overgebracht en daar begraven.
Daar Gwijde van Dampierre in 1251 graaf van Vlaanderen werd, werd het erfgoed van de Béthunes nu verbonden met dat van het graafschap Vlaanderen. Haar zoon, graaf Robrecht III van Vlaanderen, droeg Béthune in 1312 echter over aan de kroon van Frankrijk.
De familie van Béthune zet zich tot op heden voort in een zijlinie die afstamt van Robrechts jonger broer, Willem van Béthune, heer van Meulebeke.

## Wapen

Het in de slag bij Bouvines (1214) gevoerde wapen.
Het tijdens de Zevende Kruistocht (1248) gevoerde wapen.

## Voorouders
| Voorouders van Robrecht VII van Béthune | Voorouders van Robrecht VII van Béthune                            | Voorouders van Robrecht VII van Béthune                            | Voorouders van Robrecht VII van Béthune                            | Voorouders van Robrecht VII van Béthune                            | Voorouders van Robrecht VII van Béthune                            | Voorouders van Robrecht VII van Béthune                            | Voorouders van Robrecht VII van Béthune                            | Voorouders van Robrecht VII van Béthune                            |
| --------------------------------------- | ------------------------------------------------------------------ | ------------------------------------------------------------------ | ------------------------------------------------------------------ | ------------------------------------------------------------------ | ------------------------------------------------------------------ | ------------------------------------------------------------------ | ------------------------------------------------------------------ | ------------------------------------------------------------------ |
| Overgrootouders                         | ? (-) ∞ ? (-)                                                      | ? (-) ∞ ? (-)                                                      | Hugo III van Saint-Pol (1100-1144) ∞ Beatrix (-)                   | Hugo III van Saint-Pol (1100-1144) ∞ Beatrix (-)                   | ? (-) ∞ ? (-)                                                      | ? (-) ∞ ? (-)                                                      | ? (-) ∞ ? (-)                                                      | ? (-) ∞ ? (-)                                                      |
| Grootouders                             | Robrecht V van Béthune (1120-1190) ∞ Adelheid (-)                  | Robrecht V van Béthune (1120-1190) ∞ Adelheid (-)                  | Robrecht V van Béthune (1120-1190) ∞ Adelheid (-)                  | Robrecht V van Béthune (1120-1190) ∞ Adelheid (-)                  | ? (-) ∞ ? (-)                                                      | ? (-) ∞ ? (-)                                                      | ? (-) ∞ ? (-)                                                      | ? (-) ∞ ? (-)                                                      |
| Ouders                                  | Willem II van Béthune (?-1214) ∞ Machteld van Dendermonde (?-1224) | Willem II van Béthune (?-1214) ∞ Machteld van Dendermonde (?-1224) | Willem II van Béthune (?-1214) ∞ Machteld van Dendermonde (?-1224) | Willem II van Béthune (?-1214) ∞ Machteld van Dendermonde (?-1224) | Willem II van Béthune (?-1214) ∞ Machteld van Dendermonde (?-1224) | Willem II van Béthune (?-1214) ∞ Machteld van Dendermonde (?-1224) | Willem II van Béthune (?-1214) ∞ Machteld van Dendermonde (?-1224) | Willem II van Béthune (?-1214) ∞ Machteld van Dendermonde (?-1224) |